# 八幡社 (世田谷区八幡山)
八幡社（はちまんしゃ）は東京都世田谷区八幡山にある神社である。旧八幡山村の鎮守で、地名の由来となった。

## 祭神
誉田別命（応神天皇）

相殿に倉稲魂命（稲荷大神）を祀る。

## 歴史
創建は不明。1288年（正応元年）創建の東覚院薬王寺（世田谷区千歳台）を別当寺としていたことから、東覚院と同時期の創建という説もある。
1909年（明治42年）稲荷社を合祀した。

## 祭事・年中行事
- 例大祭は9月22日。

## 所在地・交通
東京都世田谷区八幡山1-12-2
- 京王線八幡山駅下車徒歩15分